# Pierre Wunsch

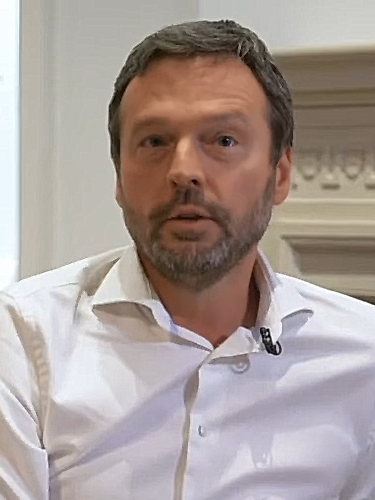
Wunsch in 2020

Guillaume Pierre Wunsch (Leuven, 12 december 1967) is een Belgisch econoom. Hij is sinds 2019 gouverneur van de Nationale Bank van België.

## Levensloop

### Carrière
Pierre Wunsch studeerde economie aan de Université catholique de Louvain en Public & International Affairs aan de Universiteit van Princeton in de Verenigde Staten. Van 1992 tot 1995 werkte hij als assistent en onderzoeker bij het Franse nationale statistiekinstituut INSEE en de Hogere Normaalschool. Van 1995 tot 1996 was hij werkzaam als deskundige bij het Federaal Planbureau. Van 1996 tot 2000 was hij adjunct-kabinetsdirecteur van Eric André (PRL), die eerst Brussels staatssecretaris van Openbare Werken en Economie was en vervolgens van Ruimtelijke Ordening, Stadsvernieuwing, Monumenten en Sites en Betaald Personenverkeer was. Van 2000 tot 2001 was hij kabinetschef van regeringscommissaris en staatssecretaris voor Financiën Alain Zenner (MR).
Hij werkte vervolgens bij Tractebel van 2001 tot 2004 en bij Electrabel van 2004 tot 2008. Van 2008 tot 2011 was hij kabinetschef van minister van Financiën Didier Reynders (MR). Hij was onder meer directeur van de Beleidscel Financiën en maakte zo van nabij de financiële crisis mee.

### Nationale Bank van België
Van maart 2007 tot september 2008 was Wunsch regent bij de Nationale Bank van België. In juni 2011 werd hij er directeur en in 2015 vicegouverneur. Op 2 januari 2019 volgde hij Jan Smets op als gouverneur van de Nationale Bank. In deze functie is hij ook lid van de raad van bestuur en de algemene vergadering van de Europese Centrale Bank en gouverneur bij het Internationaal Monetair Fonds.
Medio maart 2020 werd Wunsch in het kader van de COVID-19-crisis samen met Piet Vanthemsche covoorzitter van de Economic Risk Management Group (ERMG) die als doel had de economische situatie van België tijdens de crisis op de voet te volgen en adviserend op te treden naar de regeringen.
In december 2020 kondigde hij aan dat hij als gouverneur 10% van zijn brutoloon inleverde. Vanaf 2021 verdiende hij 450.000 euro per jaar, een verschil van 10% ten opzichte van de 506.606 euro die hij in 2020 verdiende.

### Overige activiteiten
Sinds januari 2022 is Wunsch voorzitter van de Koning Boudewijnstichting. Hij volgde Thomas Leysen op.
Wunsch is verder:
- bestuurder bij de Bank voor Internationale Betalingen
- lid van de Hoge Raad van Financiën
- voorzitter van de afdeling Financieringsbehoeften van de overheid van de Hoge Raad van Financiën
- bestuurder bij het Instituut voor de Nationale Rekeningen
- lid van het European Systemic Risk Board
- bestuurder van Europalia
- lid van de commissie van het Carnegie Hero Fund

Voorheen was hij bestuurder bij Electrabel en Fluxys, universitair docent aan de Université catholique de Louvain, lid van het comité van het Rentenfonds, lid van de raad van toezicht van de Commissie voor het Bank-, Financie- en Assurantiewezen, lid van de Single Resolution Board en voorzitter van het beheerscomité van BOOST van de Koning Boudewijnstichting.

## Visie op klimaatinvesteringen
In het Jaarverslag over 2019 ging de Nationale Bank van België, inspelend op de toegenomen aandacht die het ecologische thema kreeg in 2019, dieper in op de noodzakelijke investeringen om de door politici gestelde ecologische doelstellingen te realiseren enerzijds en de verwachte impact daarvan op de economische indicatoren anderzijds. Daarbij werd ook een studie ‘The Economic Consequences of Climate Change’ aangehaald over de kost op lange termijn van het niet uitvoeren van de noodzakelijke ‘vergroenende’ investeringen aangehaald: een negatief effect van 0,2% voor de EU tegen 2060, maar veel groter voor andere werelddelen. 
Een van de conclusies uit het rapport (sectie 6.3, ‘Naar een klimaatneutrale economie’) is dat een vergroening van onze economie zonder meer noodzakelijk is, maar dat er een grote onzekerheid blijft over de verwachte rendementen van investeren in huidige en in de toekomst beschikbare technologieën. Men schrijft ook in het rapport dat de negatieve effecten van de hogere energieprijzen op de economische bedrijvigheid en het concurrentievermogen van de Europese economie eventueel maar deels zullen kunnen worden gecompenseerd door de opbrengst van de klimaatinvesteringen.
In tegenstelling tot de onzekerheid die aangehaald wordt in het rapport van de Nationale Bank, stelt Wunsch dat het onjuist om te stellen dat inspanningen voor het klimaat goed zijn voor de economie.
Deze beweringen van Wunsch zijn in contrast met andere studies over de kosten en opbrengsten van klimaatmaatregelen, die aanzienlijke economische voordelen voorspellen.
Zijn analyse wordt ook niet gedeeld binnen de ecologische beweging door bijvoorbeeld Dirk Holemans die Wunsch beschuldigde van ‘kortzichtige uitspraken’ en hem zelfs ‘ecologisch ongeletterd’ noemde.